# Cuttitta Cup
La Cuttitta Cup è un trofeo internazionale di rugby a 15 annualmente in palio tra le squadre nazionali maschili di Italia e Scozia.
Si tratta del più recente trofeo istituito in ambito internazionale, essendo nato nel 2022 su iniziativa delle due federazioni che se lo contendono; celebra il ricordo di Massimo Cuttitta, giocatore internazionale per l'Italia che, in carriera tecnica, fu allenatore degli avanti della Scozia.
La prima edizione si è tenuta durante l'incontro della quarta giornata del Sei Nazioni 2022 ed è stata appannaggio della Scozia.

## Storia

Massimo Cuttitta

Massimo Cuttitta fu un rugbista internazionale per l'Italia; nato nel 1966 a Latina, crebbe in Sudafrica insieme ai suoi fratelli, Marcello, suo gemello, e Michele, il maggiore, che abbandonò anzitempo la carriera; rappresentò l'Italia 69 volte tra il 1990 e il 2000 e fece parte della generazione di giocatori che portò la squadra a guadagnare l'ammissione al Sei Nazioni, del quale disputò l'edizione d'esordio prima del ritiro internazionale; divenuto allenatore, fu sei anni in Scozia come assistente tecnico dell'Edimburgo e allenatore della mischia della nazionale; morì a 54 anni nel 2021 per complicazioni respiratorie derivanti dall'infezione da COVID-19.
Dopo la morte di Massimo Cuttitta la Scottish Rugby Union prese contatto con la F.I.R. e i familiari dello scomparso per saggiare la disponibilità a istituire un premio a lui dedicato; dopo avere ricevuto risposta affermativa, la manifattura del trofeo fu affidata all'oreficeria di Edimburgo Hamilton & Inches, che realizzò una coppa alta 50 cm e pesante 4,5 kg il cui disegno è ispirato all'idea della mischia, nel quale i due piloni sono i manici, e che nel materiale del basamento (legno di noce dell'East Lothian) richiama il legame con la Scozia.
La prima messa in palio del trofeo fu in occasione dell'incontro della quarta giornata del Sei Nazioni 2022 tra Italia e Scozia allo stadio Olimpico di Roma.

## Palmarès
| Anno | Città     | Risultato             | Vincitrice |
| ---- | --------- | --------------------- | ---------- |
| 2022 | Roma      | Italia – Scozia 22-33 | Scozia     |
| 2023 | Edimburgo | Scozia – Italia 26-14 | Scozia     |
| 2024 | Roma      | Italia – Scozia 31-29 | Italia     |
| 2025 | Edimburgo | Scozia – Italia 31-19 | Scozia     |

## Riepilogo vittorie
| Squadra | Vittorie | Anno             |
| ------- | -------- | ---------------- |
| Scozia  | 3        | 2022, 2023, 2025 |
| Italia  | 1        | 2024             |
| Pareggi | 0        |                  |